# Vanderhorstia opercularis
Vanderhorstia opercularis är en fiskart som beskrevs av Randall 2007. Vanderhorstia opercularis ingår i släktet Vanderhorstia och familjen smörbultsfiskar. Inga underarter finns listade i Catalogue of Life.